# کوزما-الکساندروفکا
کوزما-الکساندروفکا (انگلیسی: Kuzma-Alexandrovka) یک شهرک در شهرستان گافوریسکی استان باشقیرستان کشور روسیه است.